# جایزه ویلیام الن
جایزه ویلیام اَلن (انگلیسی: William Allan Award) که توسط انجمن ژنتیک انسانی ایالات متحده آمریکا اهدا می‌شود، جایزه‌ای است که جهت گرامیداشت ویلیام اَلن (۱۹۴۳–۱۸۸۱) بنیان نهاده شد. او یکی از نخستین پزشکانی بود که پژوهش‌های گسترده‌ای در زمینهٔ ژنتیک انسان انجام داد.
این جایزهٔ هر سال برای ارج‌نهادن به مشارکت‌های علمی تأثیرگذار در زمینهٔ ژنتیک انسانی اعطا می‌شود و مبلغ آن $۲۵٬۰۰۰ دلار آمریکاست که به همراه یک مدال حکاکی‌شده در همایش سالیانهٔ این انجمن به دانشمندان و پژوهشگران این حوزه اهدا می‌شود.